# Georges Van Calenberg
Georges Van Calenberg (Ramegnies-Chin, 6 december 1912 - Doornik, 28 juni 1973) was een Belgisch voetballer die voornamelijk speelde als verdediger. Hij voetbalde in Eerste klasse bij RSC Anderlecht en speelde 8 interlandwedstrijden met het Belgisch voetbalelftal.

## Loopbaan
Van Calenberg debuteerde in 1931 als aanvallende middenvelder in het eerste elftal van RSC Anderlecht dat op dat moment nog in Tweede klasse voetbalde. Van Calenberg werd in zijn eerste seizoen al dadelijk topschutter van de ploeg. In 1935 werd Anderlecht kampioen in Tweede klasse en promoveerde naar de hoogste afdeling. Van Calenberg ging vanaf dat moment in de verdediging spelen en de ploeg eindigde steeds in de middenmoot van de rangschikking totdat de competitie door de Tweede Wereldoorlog werd onderbroken.Hij speelde 197 wedstrijden in de Eerste Klasse en scoorde vier keer.
Vanaf 1939 tot aan het uitbreken van de oorlog speelde Van Calenberg 8 wedstrijden met het Belgisch voetbalelftal. Na de oorlog werd hij niet meer opgeroepen voor het nationale elftal.
Tijdens de Tweede Wereldoorlog wist Anderlecht een tweede plaats te behalen in 1944. Van Calenberg bleef bij de ploeg voetballen tot in 1946 en zette toen een punt achter zijn spelersloopbaan op het hoogste niveau. Hij speelde nog vier seizoenen bij US Doornik.